# Klaudius Viceník
Klaudius Viceník (1940 – 17. března 1999) byl slovenský biokybernetik, filosof a fotograf. Byl jedním z prvních slovenských žáků profesora Paramhansa Svámího Mahéšvaránandy, nestor jógy a ezoteriky na Slovensku, zakladatel Slovenské psychotronické společnosti a spoluzakladatel Slovenské asociace Římského klubu.

## Dílo
- Michel, Peter Viceník, Klaudius. Karma a milost. Praha : Aqamarín, 1995. ISBN 80-901922-0-3